# Кызылрысбек
Кызылрысбек (каз. Қызылрысбек) — стоянка эпохи среднего палеолита в Казахстане. Находится в 18 км к югу от села Акколь Таласского района Жамбылской области.
Обнаружена Х. А. Алпысбаевым. Каменные изделия обнаружены на плоской выровненной поверхности горы Кызылрысбек. В месте наибольшего скопления артефактов был заложен разведочный шурф. Основным сырьевым материалом для изготовления орудий была серая и черная мелкозернистая галька. Каменные изделия, найденные в Кызылрысбеке, делятся на следующие основные группы: двусторонне обработанные (7 экз.); дисковидные орудия (4); нуклевидные изделия (3); унифасы (2); орудия из отщепов (скребла) (3); отщепы (81 экз.). На основе типологического анализа, сопоставления орудия с коллекциями других стоянок определена датировка местонахождения Кызылрысбек. Коллекция хранится в Музее археологии Казахстана.